# Fábio Simplício
Fábio Henrique Simplício (São Paulo, Brasil, 23 de setembre de 1979) és un futbolista brasiler que disputà un partit amb la selecció del Brasil.